# Ptaszor jaskółczy
Ptaszor jaskółczy, ptaszor (Exocoetus volitans) – gatunek ryby promieniopłetwej z rodziny ptaszorowatych (Exocoetidae). 

## Charakterystyka
Pokryta łuskami skóra ptaszora jest ciemnoniebieska na grzbiecie, boki i brzuch są natomiast srebrzyste lub nawet białe. 
Jest to przedstawiciel ptaszorowatych (znanych również pod nazwą „ryby latające”). Podobne do skrzydeł płetwy piersiowe i asymetryczna płetwa ogonowa umożliwiają mu lot ślizgowy. Kiedy ryba jest w niebezpieczeństwie wynurza się ponad taflę wody, rozpędza, bardzo szybko uderzając płetwą ogonową, po czym rozpościera płetwy piersiowe i wzbija się w powietrze. Może lecieć nawet z prędkością 65 km/h.